# Musée Lamborghini
Le musée Lamborghini est un musée de l'automobile Lamborghini créé en 2001, à Sant'Agata Bolognese en Émilie-Romagne, à 20 km à l'est de Modène et 35 km à l'ouest de Bologne.

## Historique
Le musée Lamborghini se situe sur le site industriel / siège social historique de Lamborghini, fondé le 1er juillet 1963 par Ferruccio Lamborghini dans la bourgade de Sant'Agata Bolognese, entre Modène et Bologne, proche des sites historiques de Ferrari (Maranello) et de Maserati (Bologne).

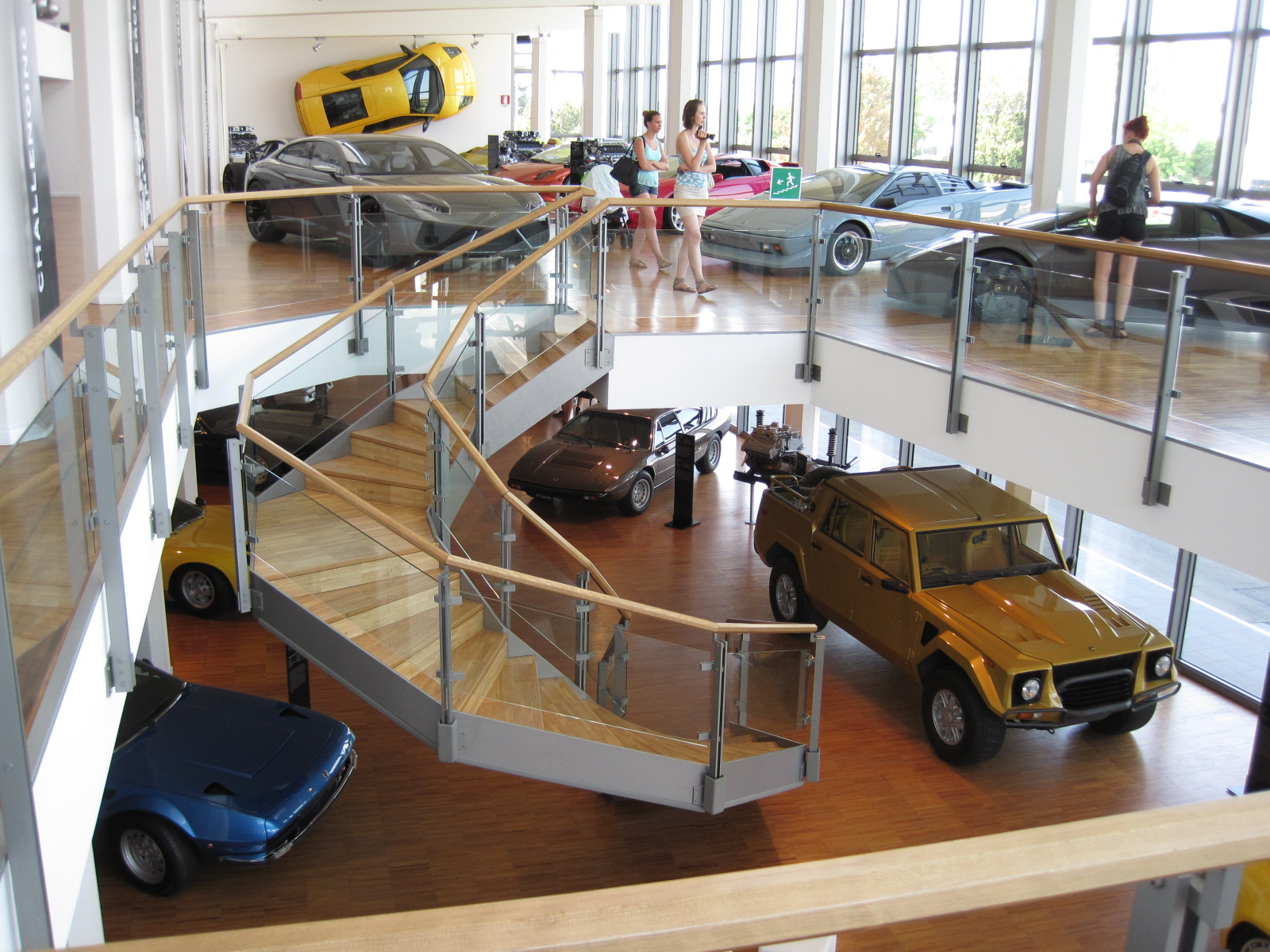
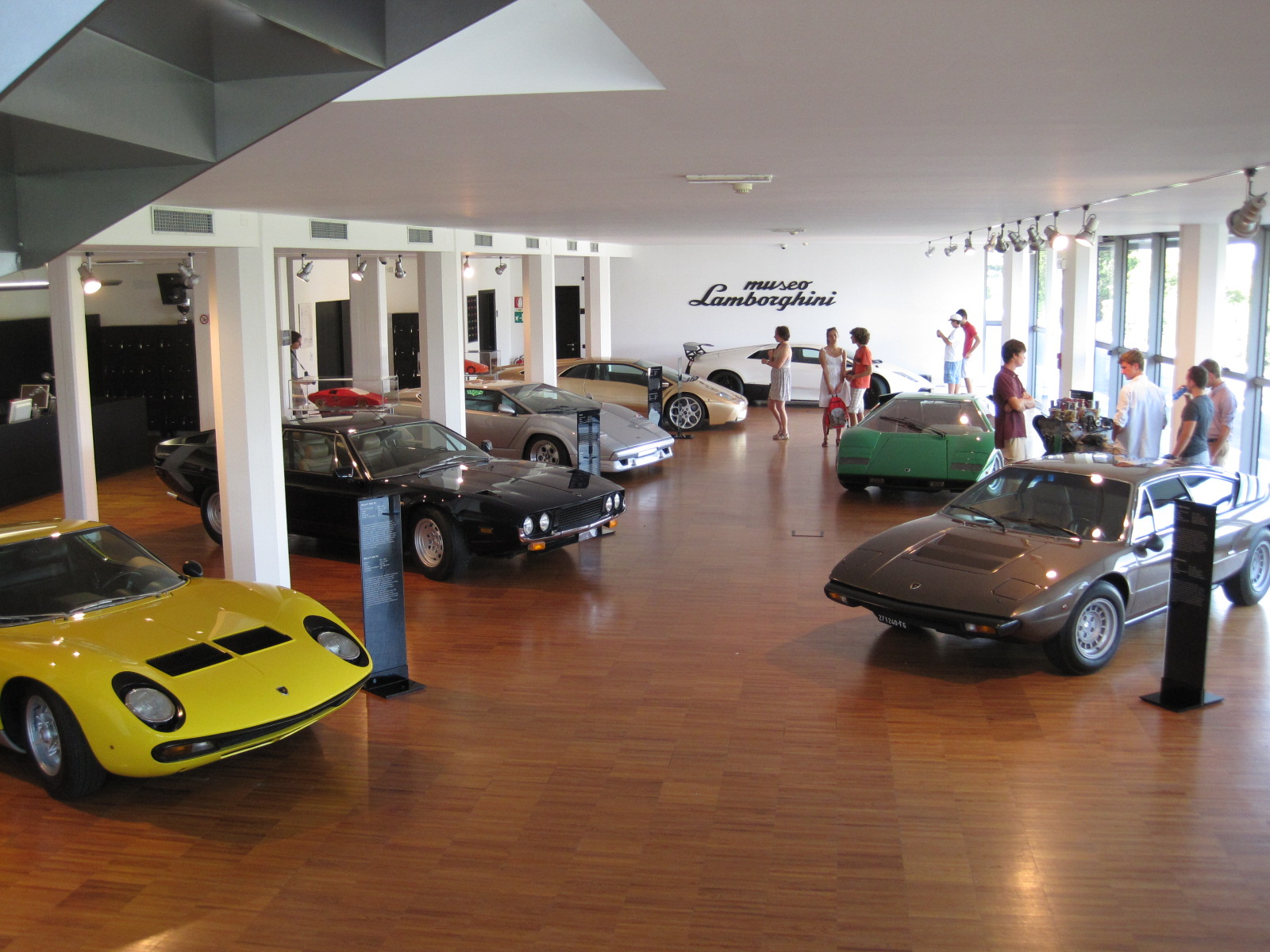
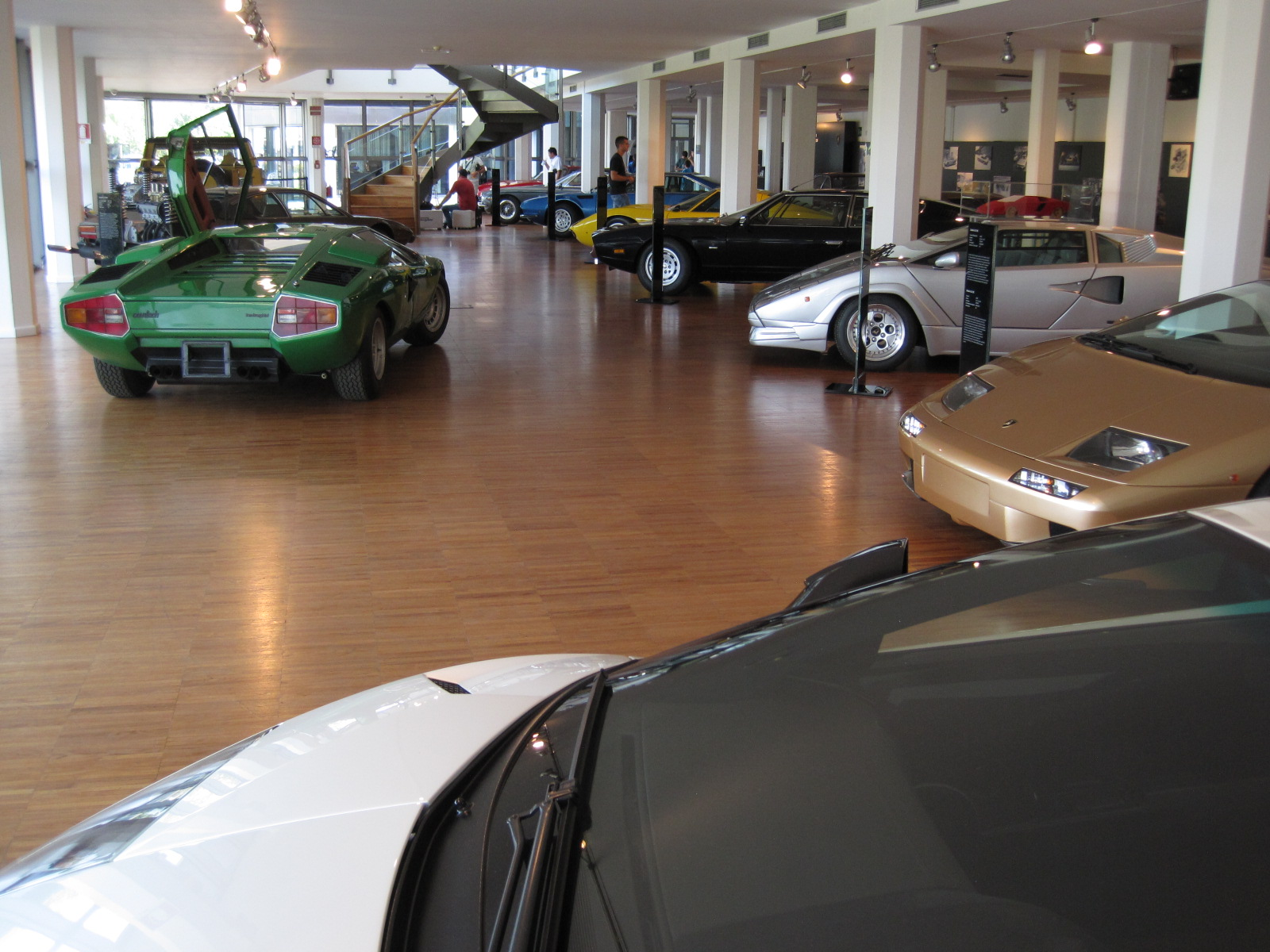
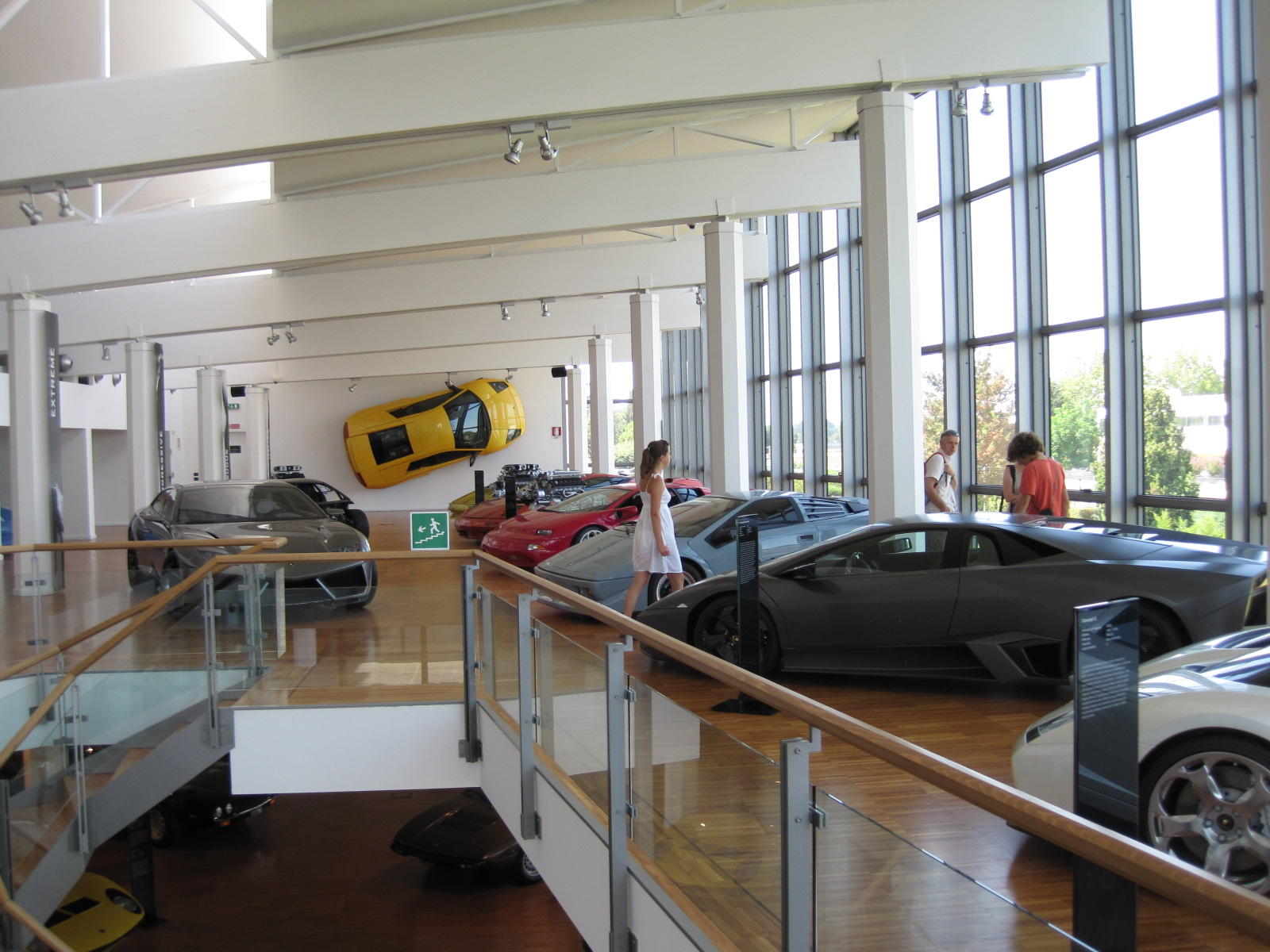

Le rez-de-chaussée est consacré aux véhicules historiques et le niveau supérieur expose des modèles récents, une série de concepts car et quelques modèles de compétition ...

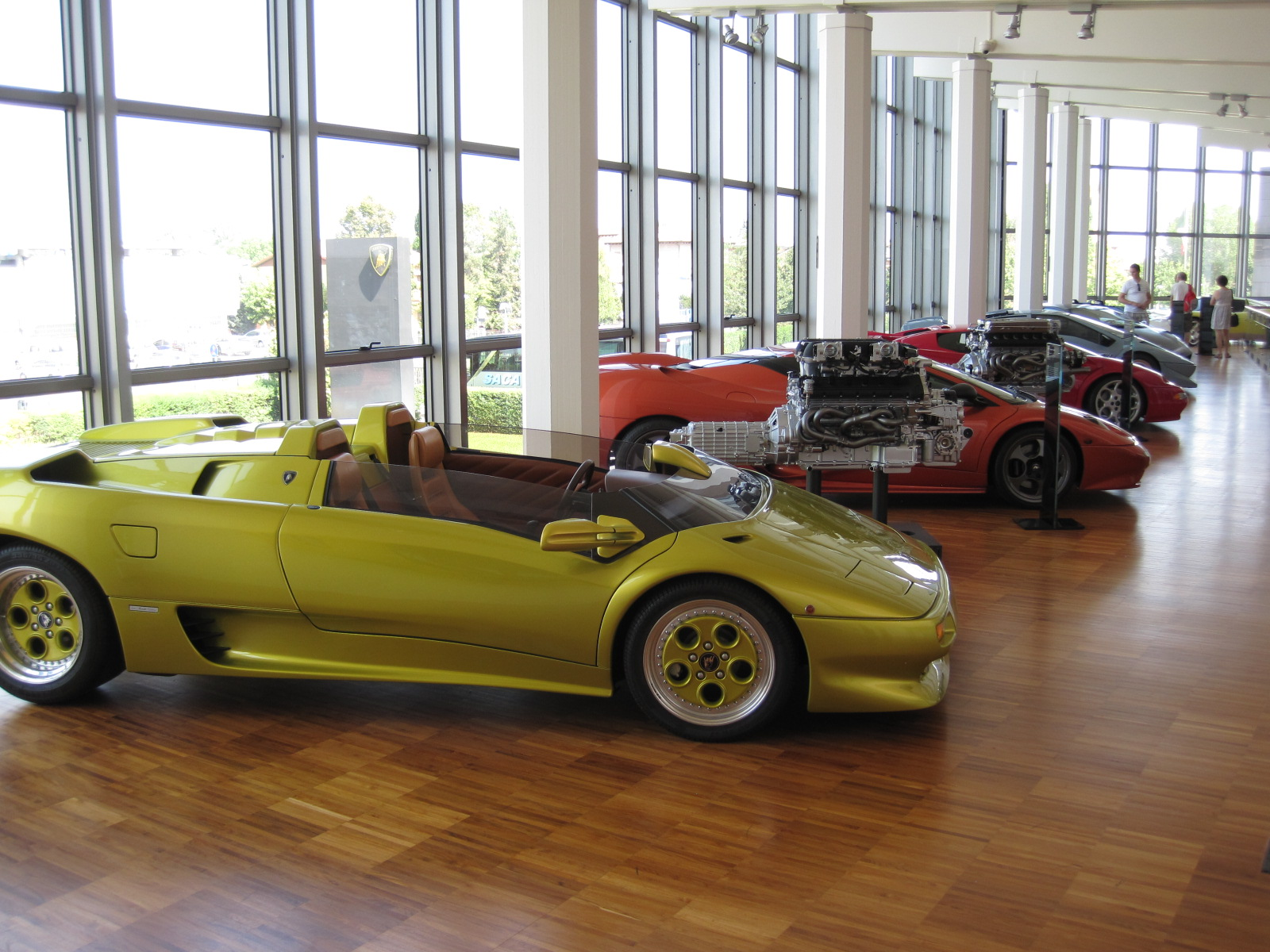
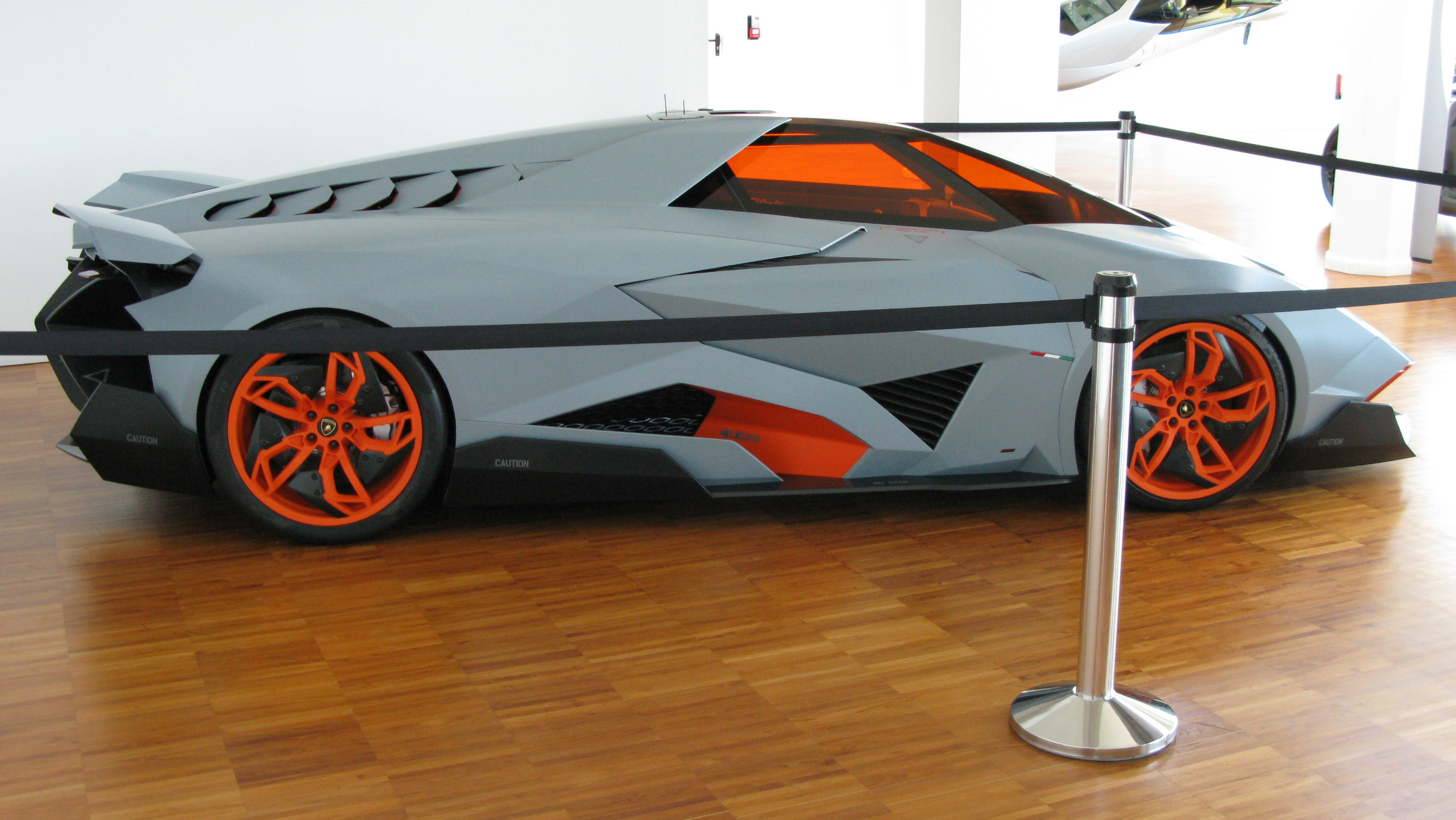
Lamborghini Egoista
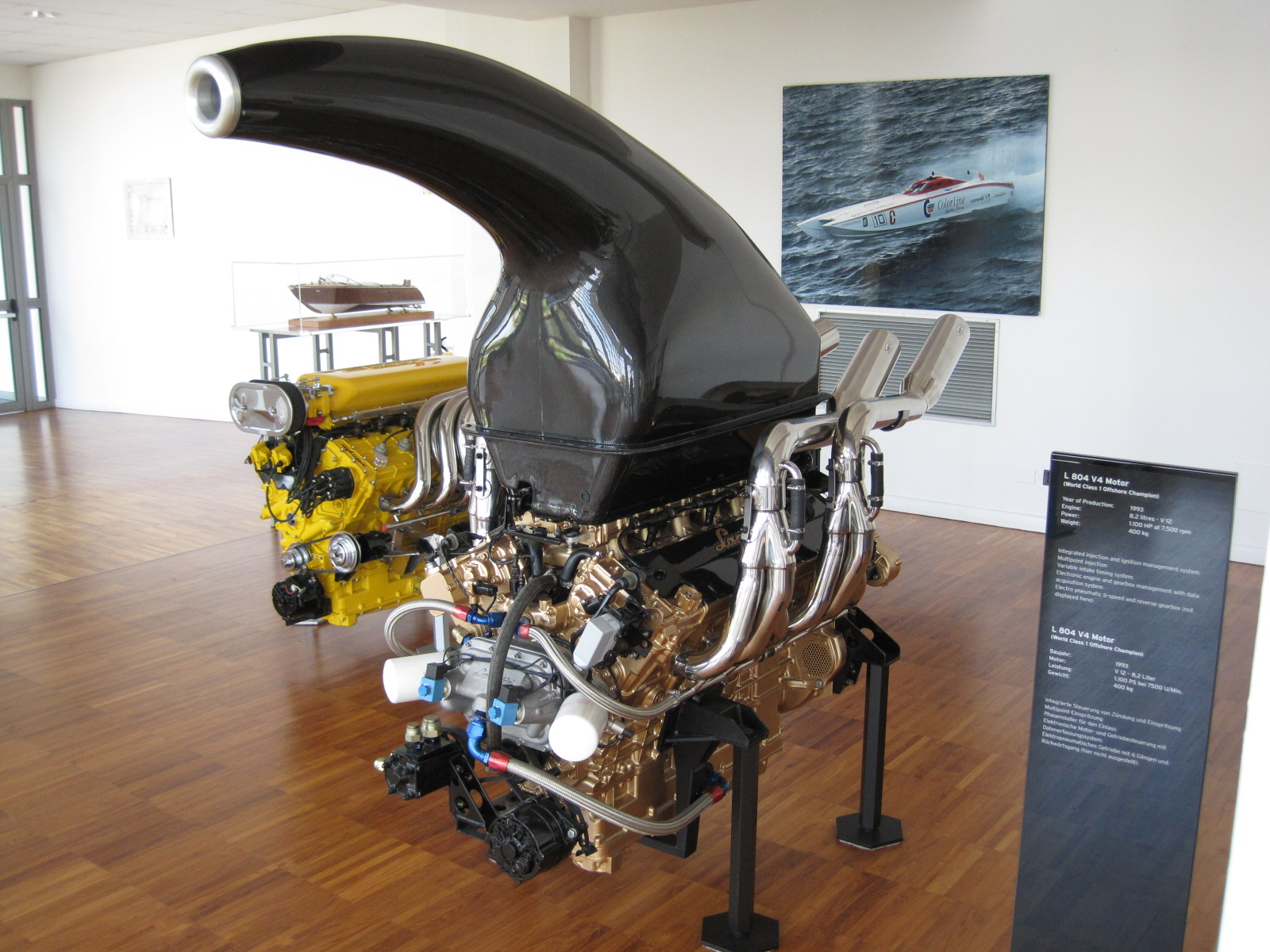

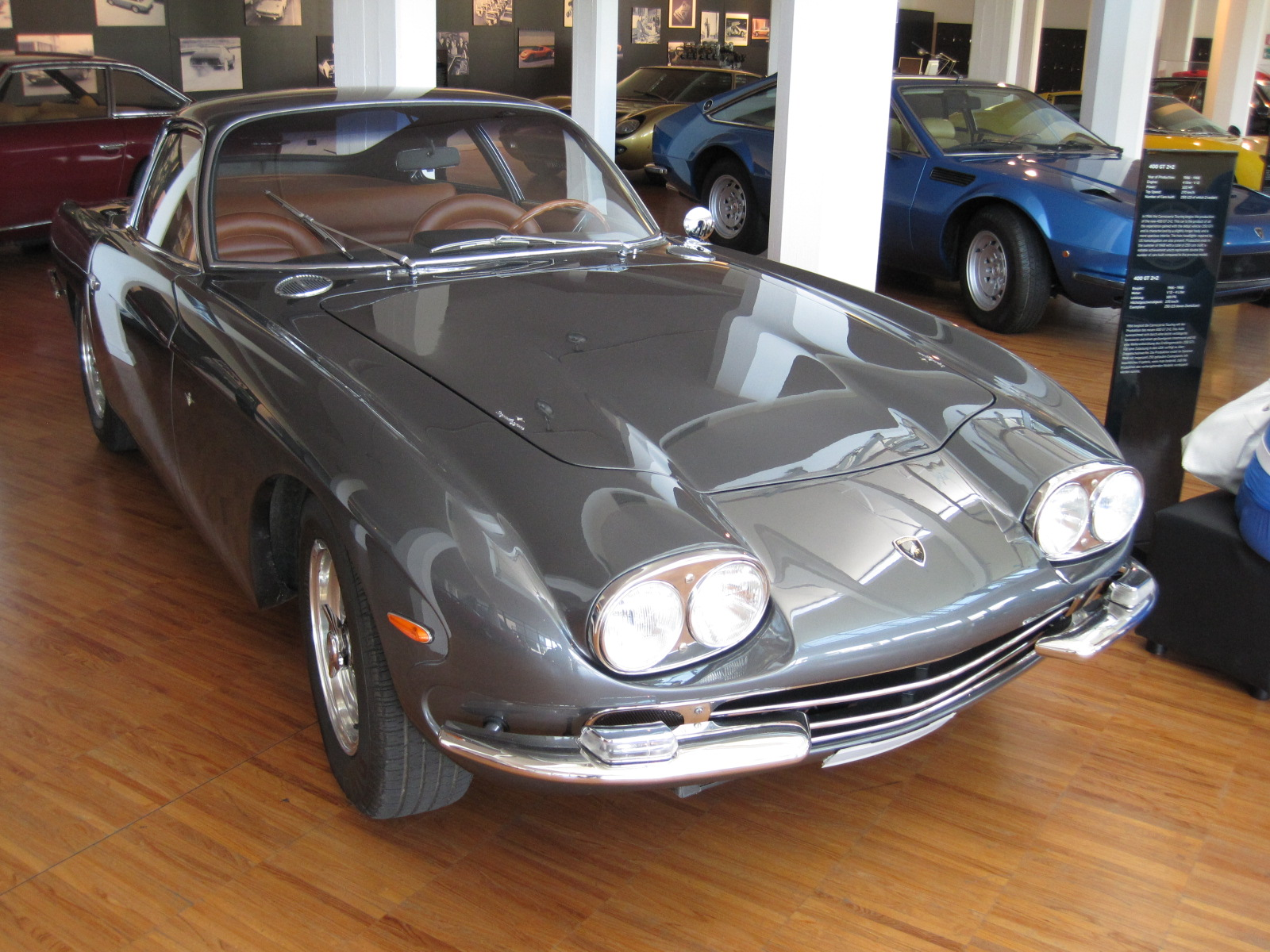
Lamborghini 400 GT 2+2
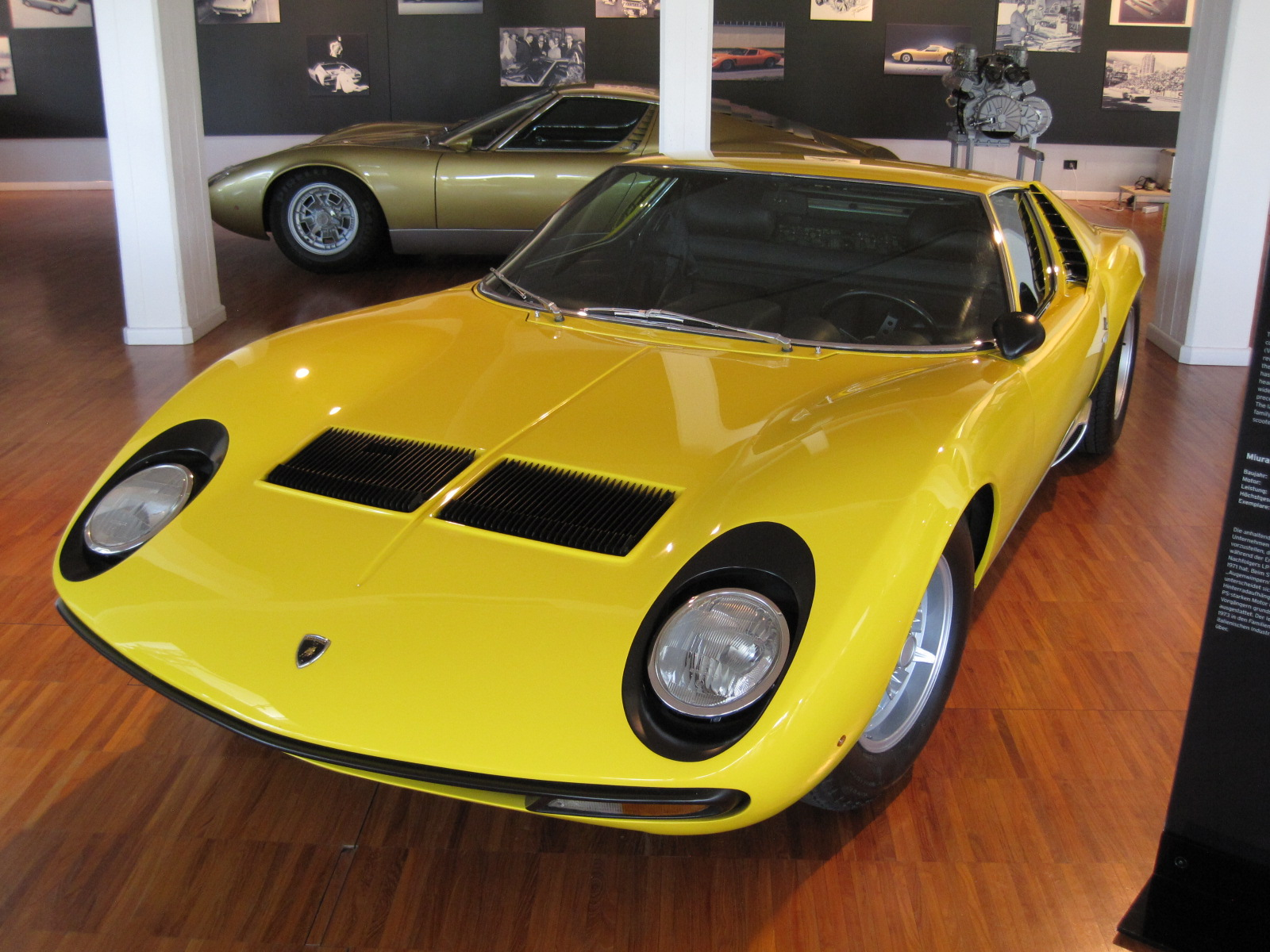
Lamborghini Miura
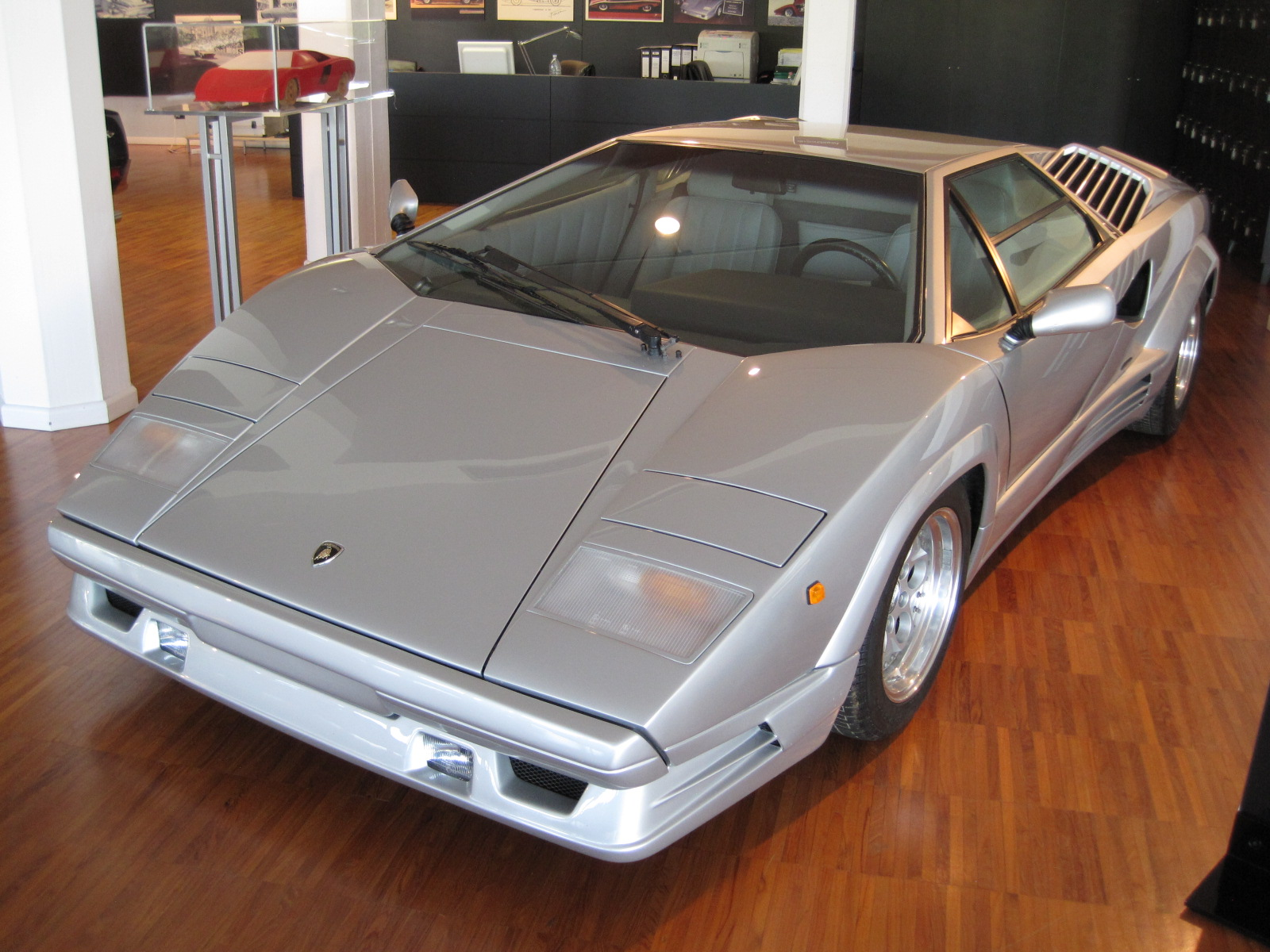
Lamborghini Countach
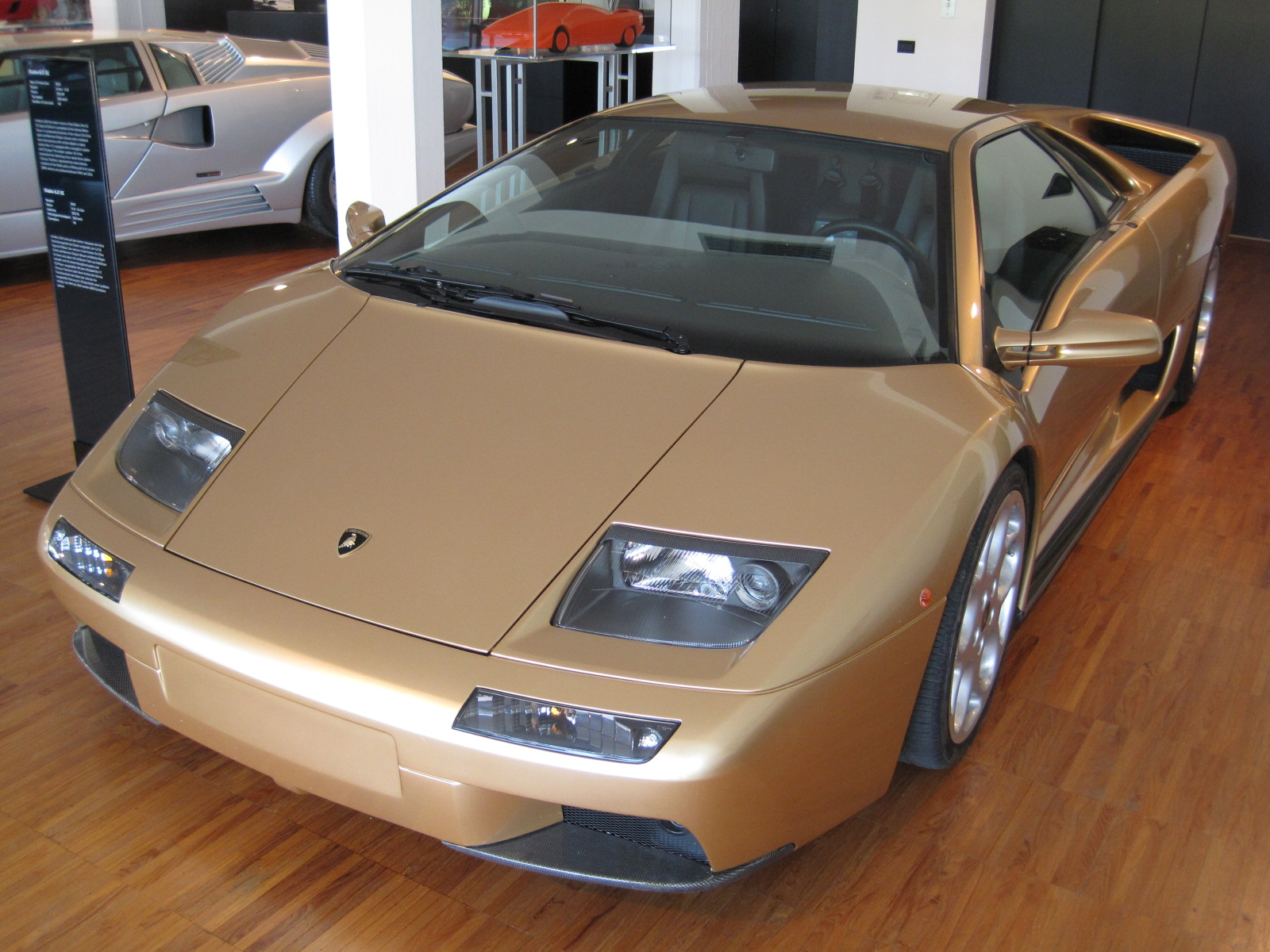
Lamborghini Diablo

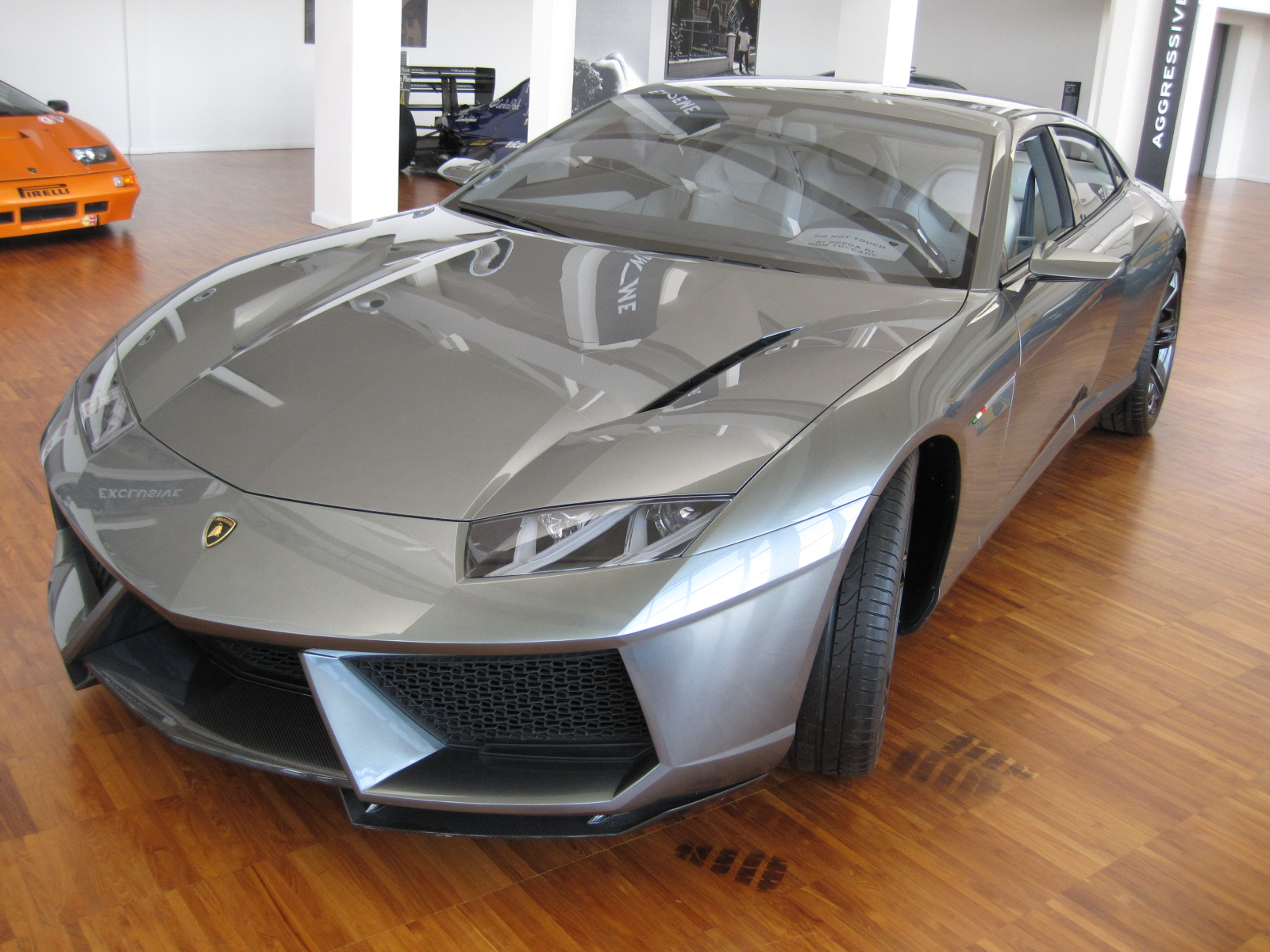
Lamborghini Estoque
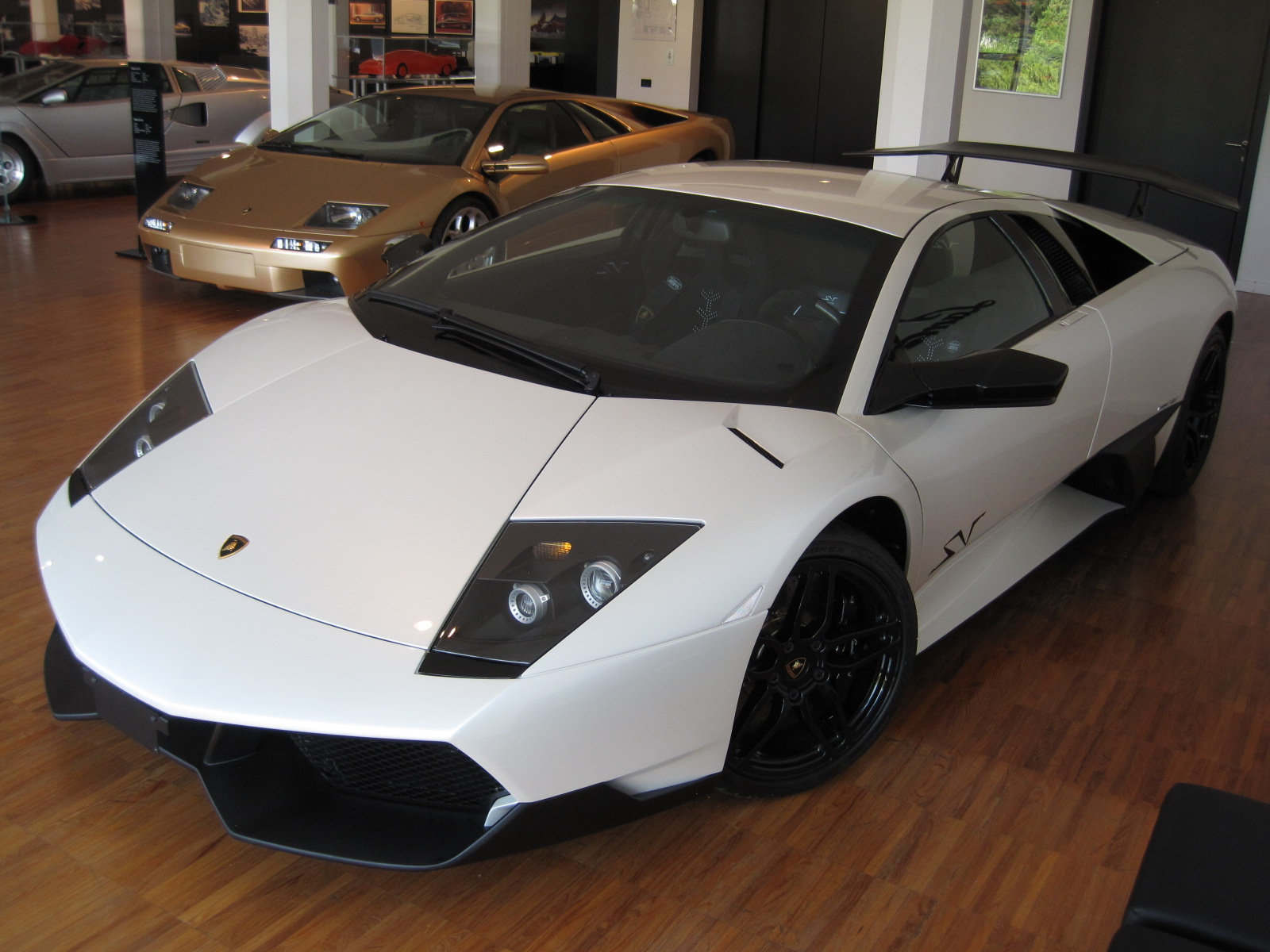
Lamborghini Murciélago
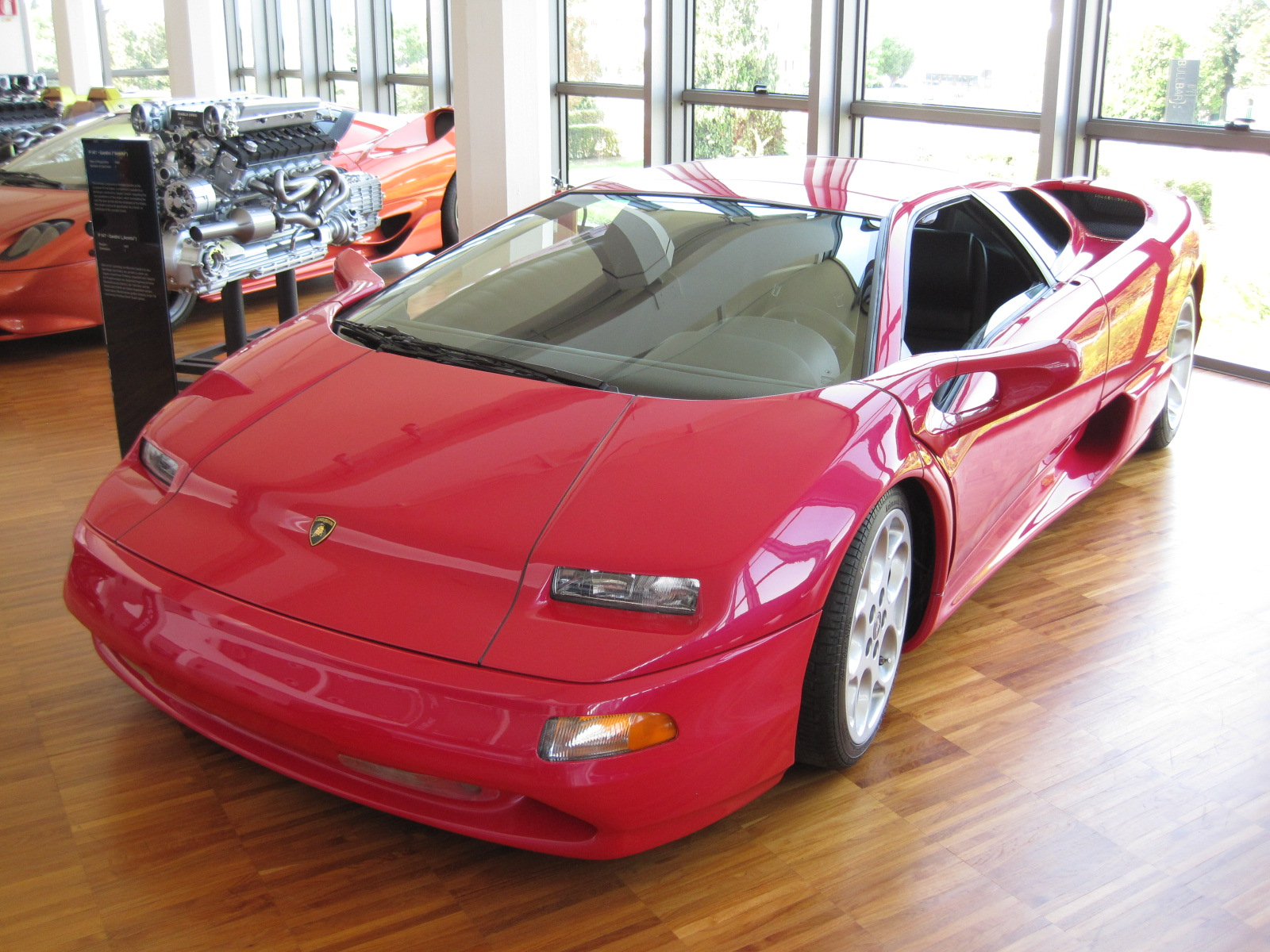
Lamborghini Acosta (Gandini)
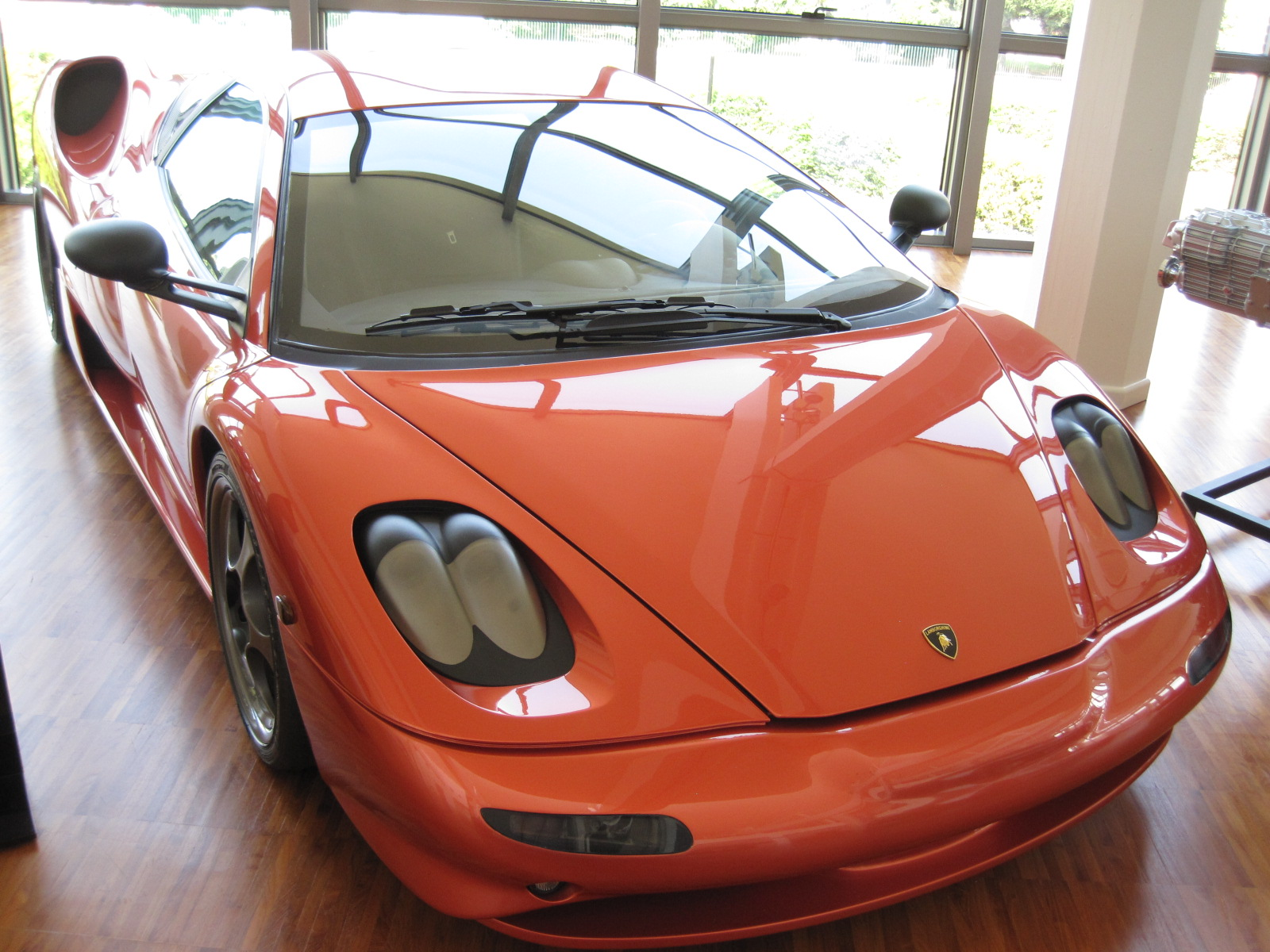
Lamborghini Canto (Zagato)